# Simning vid olympiska sommarspelen 2020
Simning vid olympiska sommarspelen 2020 arrangerades mellan 24 juli och 1 augusti, samt 4 och 5 augusti 2021 i Tokyo Aquatics Centre och Odaiba Marine Park i Tokyo i Japan. Totalt 37 grenar fanns på programmet inklusive de nya distanserna 800 meter frisim herrar, 1 500 meter frisim damer och 4×100 meter medley mix. Två av de 37 grenarna genomfördes i disciplinen öppet vatten-simning, 10 km för damer och 10 km för herrar.
Tävlingarna skulle ursprungligen ha hållits mellan 25 juli och 6 augusti 2020 men de blev på grund av Covid-19-pandemin uppskjutna.

## Medaljsammanfattning

### Damer
| Gren                            | Guld | Guld         | Silver | Silver       | Brons | Brons        |
| 50 m frisim Detaljer...         | Emma McKeon Australien                                                                                                   | 23,81 0OR0   | Sarah Sjöström Sverige                                                                                       | 24,07        | Pernille Blume Danmark | 24,21        |
| 100 meter frisim Detaljer...    | Emma McKeon Australien                                                                                                   | 51,96 0OR0   | Siobhan Haughey Hongkong                                                                                     | 52,27 0AR0   | Cate Campbell Australien | 52,52        |
| 200 meter frisim Detaljer...    | Ariarne Titmus Australien                                                                                                | 1.53,50 0OR0 | Siobhan Haughey Hongkong                                                                                     | 1.53,92      | Penny Oleksiak Kanada | 1.54,70      |
| 400 meter frisim Detaljer...    | Ariarne Titmus Australien                                                                                                | 3.56,69 0AR0 | Katie Ledecky USA                                                                                            | 3.57,36      | Li Bingjie Kina | 4.01,08 0AR0 |
| 800 meter frisim Detaljer...    | Katie Ledecky USA | 8.12,57      | Ariarne Titmus Australien                                                                                    | 8.13,83 0AR0 | Simona Quadarella Italien | 8.18,35      |
| 1500 meter frisim Detaljer...   | Katie Ledecky USA | 15.37,34     | Erica Sullivan USA                                                                                           | 15.41,41     | Sarah Köhler Tyskland | 15.42,91     |
|                                 | |              | |              | |              |
| 100 meter ryggsim Detaljer...   | Kaylee McKeown Australien                                                                                                | 57,47 0OR0   | Kylie Masse Kanada                                                                                           | 57,72        | Regan Smith USA | 58,05        |
| 200 meter ryggsim Detaljer...   | Kaylee McKeown Australien                                                                                                | 2.04,68      | Kylie Masse Kanada                                                                                           | 2.05,42      | Emily Seebohm Australien | 2.06,17      |
|                                 | |              | |              | |              |
| 100 meter bröstsim Detaljer...  | Lydia Jacoby USA | 1.04,95      | Tatjana Schoenmaker Sydafrika                                                                                | 1.05,22      | Lilly King USA | 1.05,54      |
| 200 meter bröstsim Detaljer...  | Tatjana Schoenmaker Sydafrika                                                                                            | 2.18,95 0VR0 | Lilly King USA                                                                                               | 2.19,92      | Annie Lazor USA | 2.20,84      |
|                                 | |              | |              | |              |
| 100 meter fjärilsim Detaljer... | Margaret MacNeil Kanada                                                                                                  | 55,59 0AR0   | Zhang Yufei Kina                                                                                             | 55,64        | Emma McKeon Australien | 55,72 0AR0   |
| 200 meter fjärilsim Detaljer... | Zhang Yufei Kina | 2.03,86 0OR0 | Regan Smith USA                                                                                              | 2.05,30      | Hali Flickinger USA | 2.05,65      |
|                                 | |              | |              | |              |
| 200 meter medley Detaljer...    | Yui Ohashi Japan | 2.08,52      | Alex Walsh USA                                                                                               | 2.08,65      | Kate Douglass USA | 2.09,04      |
| 400 meter medley Detaljer...    | Yui Ohashi Japan | 4.32,08      | Emma Weyant USA                                                                                              | 4.32,76      | Hali Flickinger USA | 4.34,90      |
|                                 | |              | |              | |              |
| 4×100 meter frisim Detaljer...  | Australien Bronte Campbell Meg Harris Emma McKeon Cate Campbell Mollie O'Callaghan* Madison Wilson*                      | 3.29,69 0VR0 | Kanada Kayla Sanchez Margaret MacNeil Rebecca Smith Penny Oleksiak Taylor Ruck*                              | 3.32,78      | USA Erika Brown Abbey Weitzeil Natalie Hinds Simone Manuel Catie DeLoof* Allison Schmitt* Olivia Smoliga*                       | 3.32,81      |
| 4×200 meter frisim Detaljer...  | Kina Yang Junxuan Tang Muhan Zhang Yufei Li Bingjie Dong Jie* Zhang Yifan*                                               | 7.40,33 0VR0 | USA Allison Schmitt Paige Madden Katie McLaughlin Katie Ledecky Brooke Forde* Bella Sims*                    | 7.40,73      | Australien Ariarne Titmus Emma McKeon Madison Wilson Leah Neale Tamsin Cook* Meg Harris* Mollie O'Callaghan* Brianna Throssell* | 7.41,29      |
| 4×100 meter medley Detaljer...  | Australien Kaylee McKeown Chelsea Hodges Emma McKeon Cate Campbell Emily Seebohm* Brianna Throssell* Mollie O'Callaghan* | 3.51,60 0OR0 | USA Regan Smith Lydia Jacoby Torri Huske Abbey Weitzeil Rhyan White* Lilly King* Claire Curzan* Erika Brown* | 3.51,73      | Kanada Kylie Masse Sydney Pickrem Margaret MacNeil Penny Oleksiak Taylor Ruck* Kayla Sanchez*                                   | 3.52,60      |
|                                 | |              | |              | |              |
| 10 km maraton Detaljer...       | Ana Marcela Cunha Brasilien                                                                                              | 1:59.30,8    | Sharon van Rouwendaal Nederländerna                                                                          | 1:59.31,7    | Kareena Lee Australien | 1:59.32,5    |

* = deltog i försöken och erhöll medalj

### Herrar
| Gren                            | Guld | Guld         | Silver | Silver       | Brons                                                                                              | Brons        |
| 50 m frisim Detaljer...         | Caeleb Dressel USA | 21,07 0OR0   | Florent Manaudou Frankrike                                                                                | 21,55        | Bruno Fratus Brasilien                                                                             | 21,57        |
| 100 meter frisim Detaljer...    | Caeleb Dressel USA | 47,02 0OR0   | Kyle Chalmers Australien                                                                                  | 47,08        | Kliment Kolesnikov ROC                                                                             | 47,44        |
| 200 meter frisim Detaljer...    | Tom Dean Storbritannien                                                                                               | 1.44,22      | Duncan Scott Storbritannien                                                                               | 1.44,26      | Fernando Scheffer Brasilien                                                                        | 1.44,66 0AR0 |
| 400 meter frisim Detaljer...    | Ahmed Hafnaoui Tunisien                                                                                               | 3.43,36      | Jack McLoughlin Australien                                                                                | 3.43,52      | Kieran Smith USA                                                                                   | 3.43,94      |
| 800 meter frisim Detaljer...    | Robert Finke USA | 7.41,87 0NR0 | Gregorio Paltrinieri Italien                                                                              | 7.42,11      | Mychajlo Romantjuk Ukraina                                                                         | 7.42,33      |
| 1500 meter frisim Detaljer...   | Robert Finke USA | 14.39,65     | Mychajlo Romantjuk Ukraina                                                                                | 14.40,66     | Florian Wellbrock Tyskland                                                                         | 14.40,91     |
|                                 | |              | |              | |              |
| 100 meter ryggsim Detaljer...   | Jevgenij Rylov ROC | 51,98 0AR0   | Kliment Kolesnikov ROC                                                                                    | 52,00        | Ryan Murphy USA                                                                                    | 52,19        |
| 200 meter ryggsim Detaljer...   | Jevgenij Rylov ROC | 1.53,27 0OR0 | Ryan Murphy USA                                                                                           | 1.54,15      | Luke Greenbank Storbritannien                                                                      | 1.54,72      |
|                                 | |              | |              | |              |
| 100 meter bröstsim Detaljer...  | Adam Peaty Storbritannien                                                                                             | 57,37        | Arno Kamminga Nederländerna                                                                               | 58,00        | Nicolo Martinenghi Italien                                                                         | 58,33        |
| 200 meter bröstsim Detaljer...  | Zac Stubblety-Cook Australien                                                                                         | 2.06,38 0OR0 | Arno Kamminga Nederländerna                                                                               | 2.07,01      | Matti Mattsson Finland                                                                             | 2.07,13      |
|                                 | |              | |              | |              |
| 100 meter fjärilsim Detaljer... | Caeleb Dressel USA | 49,45 0VR0   | Kristóf Milák Ungern                                                                                      | 49,68 0AR0   | Noe Ponti Schweiz                                                                                  | 50,74        |
| 200 meter fjärilsim Detaljer... | Kristóf Milák Ungern                                                                                                  | 1.51,25 0OR0 | Tomoru Honda Japan                                                                                        | 1.53,73      | Federico Burdisso Italien                                                                          | 1.54,45      |
|                                 | |              | |              | |              |
| 200 meter medley Detaljer...    | Wang Shun Kina | 1.55,00 0AR0 | Duncan Scott Storbritannien                                                                               | 1.55,28      | Jérémy Desplanches Schweiz                                                                         | 1.56,17      |
| 400 meter medley Detaljer...    | Chase Kalisz USA | 4.09,42      | Jay Litherland USA                                                                                        | 4.10,28      | Brendon Smith Australien                                                                           | 4.10,38      |
|                                 | |              | |              | |              |
| 4×100 meter frisim Detaljer...  | USA Caeleb Dressel Blake Pieroni Bowe Becker Zach Apple Brooks Curry*                                                 | 3.08,97      | Italien Alessandro Miressi Thomas Ceccon Lorenzo Zazzeri Manuel Frigo Santo Condorelli*                   | 3.10,11      | Australien Matthew Temple Zac Incerti Alexander Graham Kyle Chalmers Cameron McEvoy*               | 3.10,22      |
| 4×200 meter frisim Detaljer...  | Storbritannien Tom Dean James Guy Matthew Richards Duncan Scott Calum Jarvis*                                         | 6.58,58 0AR0 | ROC Martin Maljutin Ivan Girev Jevgenij Rylov Michail Dovgaljuk Aleksandr Krasnych* Michail Vekovisjtjev* | 7.01,81      | Australien Alexander Graham Kyle Chalmers Zac Incerti Thomas Neill Mack Horton* Elijah Winnington* | 7.01,84      |
| 4×100 meter medley Detaljer...  | USA Ryan Murphy Michael Andrew Caeleb Dressel Zach Apple Hunter Armstrong* Andrew Wilson* Tom Shields* Blake Pieroni* | 3.26,78 0VR0 | Storbritannien Luke Greenbank Adam Peaty James Guy Duncan Scott James Wilby*                              | 3.27,51 0AR0 | Italien Thomas Ceccon Nicolò Martinenghi Federico Burdisso Alessandro Miressi                      | 3.29,17      |
|                                 | |              | |              | |              |
| 10 km maraton Detaljer...       | Florian Wellbrock Tyskland                                                                                            | 1:48.33,7    | Kristóf Rasovszky Ungern                                                                                  | 1:48.59,0    | Gregorio Paltrinieri Italien                                                                       | 1:49.01,1    |

* = deltog i försöken och erhöll medalj

### Mix
| Gren                           | Guld                                                                            | Guld         | Silver                                           | Silver  | Brons | Brons   |
| 4×100 meter medley Detaljer... | Storbritannien Kathleen Dawson Adam Peaty James Guy Anna Hopkin Freya Anderson* | 3.37,58 0VR0 | Kina Xu Jiayu Yan Zibei Zhang Yufei Yang Junxuan | 3.38,86 | Australien Kaylee McKeown Zac Stubblety-Cook Matt Temple Emma McKeon Isaac Cooper* Brianna Throssell* Bronte Campbell* | 3.38,95 |

* = deltog i försöken och erhöll medalj
Denna tabell: visa • redigera

## Medaljtabell
| Pl.    | Nation         | Guld | Silver | Brons | Totalt |
| ------ | -------------- | ---- | ------ | ----- | ------ |
| 1      | USA            | 11   | 10     | 9     | 30     |
| 2      | Australien     | 9    | 3      | 9     | 21     |
| 3      | Storbritannien | 4    | 3      | 1     | 8      |
| 4      | Kina           | 3    | 2      | 1     | 6      |
| 5      | ROC            | 2    | 2      | 1     | 5      |
| 6      | Japan          | 2    | 1      | 0     | 3      |
| 7      | Kanada         | 1    | 3      | 2     | 6      |
| 8      | Ungern         | 1    | 2      | 0     | 3      |
| 9      | Sydafrika      | 1    | 1      | 0     | 2      |
| 10     | Brasilien      | 1    | 0      | 2     | 3      |
| 10     | Tyskland       | 1    | 0      | 2     | 3      |
| 12     | Tunisien       | 1    | 0      | 0     | 1      |
| 13     | Nederländerna  | 0    | 3      | 0     | 3      |
| 14     | Italien        | 0    | 2      | 5     | 7      |
| 15     | Hongkong       | 0    | 2      | 0     | 2      |
| 16     | Ukraina        | 0    | 1      | 1     | 2      |
| 17     | Frankrike      | 0    | 1      | 0     | 1      |
| 17     | Sverige        | 0    | 1      | 0     | 1      |
| 19     | Schweiz        | 0    | 0      | 2     | 2      |
| 20     | Danmark        | 0    | 0      | 1     | 1      |
| 20     | Finland        | 0    | 0      | 1     | 1      |
| Totalt | Totalt         | 37   | 37     | 37    | 111    |

### Fotnoter
1. ↑  (16 juni 2021). Marathon Swimming Competition Schedule. Arkiverad 30 april 2021 hämtat från the Wayback Machine. olympics.com. Läst 21 juni 2021.
2. ↑  (16 juni 2021). Swimming Competition Schedule. Arkiverad 26 juni 2021 hämtat från the Wayback Machine. olympics.com. Läst 21 juni 2021.
3. ↑  Swimming. tokyo2020.org. Läst 8 oktober 2019.
4. ↑  (Program från 31 juli 2019). Olympic Competition Schedule. tokyo2020.org. Läst 7 oktober 2019.
5. ↑  (30 mars 2020). IOC, IPC, Tokyo 2020 Organising Committee and Tokyo Metropolitan Government announce new dates for the Olympic and Paralympic Games Tokyo 2020. IOK. Läst 21 juni 2021.
6. ↑  (1 augusti 2021). Swimming – Women's 50m Freestyle. olympics.com. Läst 1 augusti 2021.
7. ↑  (30 juli 2021). Swimming – Women's 100m Freestyle. olympics.com. Läst 30 juli 2021.
8. ↑  (28 juli 2021). Swimming – Women's 200m Freestyle. olympics.com. Läst 28 juli 2021.
9. ↑  (26 juli 2021). Swimming – Women's 400m Freestyle. olympics.com. Läst 26 juli 2021.
10. ↑  (31 juli 2021). Swimming – Women's 800m Freestyle. olympics.com. Läst 31 juli 2021.
11. ↑  (28 juli 2021). Swimming – Women's 1500m Freestyle. olympics.com. Läst 28 juli 2021.
12. ↑  (27 juli 2021). Swimming – Women's 100m Backstroke. olympics.com. Läst 27 juli 2021.
13. ↑  (31 juli 2021). Swimming – Women's 200m Backstroke. olympics.com. Läst 31 juli 2021.
14. ↑  (27 juli 2021). Swimming – Women's 100m Breaststroke. olympics.com. Läst 27 juli 2021.
15. ↑  (30 juli 2021). Swimming – Women's 200m Breaststroke. olympics.com. Läst 30 juli 2021.
16. ↑  (26 juli 2021). Swimming – Women's 100m Butterfly. olympics.com. Läst 26 juli 2021.
17. ↑  (29 juli 2021). Swimming – Women's 200m Butterfly. olympics.com. Läst 29 juli 2021.
18. ↑  (28 juli 2021). Swimming – Women's 200m Individual Medley. olympics.com. Läst 28 juli 2021.
19. ↑  (25 juli 2021). Swimming – Women's 400m Individual Medley. olympics.com. Läst 25 juli 2021.
20. ↑  (25 juli 2021). Swimming – Women's 4 x 100m Freestyle Relay. olympics.com. Läst 25 juli 2021.
21. ↑  (29 juli 2021). Swimming – Women's 4 x 200m Freestyle Relay. olympics.com. Läst 29 juli 2021.
22. ↑  (1 augusti 2021). Swimming – Women's 4 x 100m Medley Relay. olympics.com. Läst 1 augusti 2021.
23. ↑  (4 augusti 2021). Marathon Swimming – Women's 10km. olympics.com. Läst 4 augusti 2021.
24. ↑  (1 augusti 2021). Swimming – Men's 50m Freestyle. olympics.com. Läst 1 augusti 2021.
25. ↑  (29 juli 2021). Swimming – Men's 100m Freestyle. olympics.com. Läst 29 juli 2021.
26. ↑  (27 juli 2021). Swimming – Men's 200m Freestyle. olympics.com. Läst 27 juli 2021.
27. ↑  (25 juli 2021). Swimming – Men's 400m Freestyle. olympics.com. Läst 25 juli 2021.
28. ↑  (29 juli 2021). Swimming – Men's 800m Freestyle. olympics.com. Läst 29 juli 2021.
29. ↑  (1 augusti 2021). Swimming – Men's 1500m Freestyle. olympics.com. Läst 1 augusti 2021.
30. ↑  (27 juli 2021). Swimming – Men's 100m Backstroke. olympics.com. Läst 27 juli 2021.
31. ↑  (30 juli 2021). Swimming – Men's 200m Backstroke. olympics.com. Läst 30 juli 2021.
32. ↑  (26 juli 2021). Swimming – Men's 100m Breaststroke. olympics.com. Läst 26 juli 2021.
33. ↑  (29 juli 2021). Swimming – Men's 200m Breaststroke. olympics.com. Läst 29 juli 2021.
34. ↑  (31 juli 2021). Swimming – Men's 100m Butterfly. olympics.com. Läst 31 juli 2021.
35. ↑  (28 juli 2021). Swimming – Men's 200m Butterfly. olympics.com. Läst 28 juli 2021.
36. ↑  (30 juli 2021). Swimming – Men's 200m Individual Medley. olympics.com. Läst 30 juli 2021.
37. ↑  (25 juli 2021). Swimming – Men's 400m Individual Medley. olympics.com. Läst 25 juli 2021.
38. ↑  (26 juli 2021). Swimming – Men's 4 x 100m Freestyle Relay. olympics.com. Läst 26 juli 2021.
39. ↑  (28 juli 2021). Swimming – Men's 4 x 200m Freestyle Relay. olympics.com. Läst 28 juli 2021.
40. ↑  (1 augusti 2021). Swimming – Men's 4 x 100m Medley Relay. olympics.com. Läst 1 augusti 2021.
41. ↑  (5 augusti 2021). Marathon Swimming – Men's 10km. olympics.com. Läst 5 augusti 2021.
42. ↑  (31 juli 2021). Swimming – Mixed 4 x 100m Medley Relay. olympics.com. Läst 31 juli 2021.